# Tomoderus absimilis
Tomoderus absimilis es una especie de coleóptero de la familia Anthicidae.

## Distribución geográfica
Habita en las Filipinas.